# Моріс де Вламінк
Моріс де Вламінк (фр. Maurice de Vlaminck; 4 квітня 1876, Париж — 11 жовтня 1958, Рюей-ла-Гадельєр) — відомий французький живописець — постмодерніст, малювальник й графік, засновник експресіонізму в середовищі фовістів, літератор. Учасник Всесвітньої виставки у Парижі 1937 року, бієнале у Венеції 1954 року. Автор двадцяти романів, еротичних оповідань, поем та есе.

## Біографія

### Молоді роки
Моріс народився на вулиці П’єра Леско у Парижі. Його батько Едмонд Жульен, уроженець Фландрії, був викладачем скрипки, його мати Жозефін Каролін Грілле переїхала до Парижу з Лотарингії і викладала фортепіано. У 1878 році родина Вламінків переїздить до Везіна, неподалік від ріки Сени. Дитячі враження стосовно річки у подальшому відобразилися у творчості Моріса.
Батьки ж намагалися долучити майбутнього художника до музики. Він засвоїв музичну грамоту, навчився грати на скрипці.
У 1892 році, у 16 років, після закінчення навчання у школі Моріс вирішив займатися спортивною кар'єрою. Він стає велогонщиком. Однак після того, як Вламінк перехворів на тиф, він залишив заняття велосипедним спортом. Щоб заробити на життя, Моріс грає у циганському оркестрі, дає уроки музики, а в 1898—1899 роки пробує свої сили у журналістиці.

### Живописець
Вперше живописом де Вламінк починає займатися ще у 1893 році. Проте спеціальної освіти він не отримав. Пізніше Моріс брав уроки малювання у майстрів Анрі Рігаля та Робишона.
У ранніх роботах Вламінка відчувається вплив Ван Гога. Від нього Вламінк перейняв нервове спрямування штриха, пастоподібну манеру нанесення фарби на полотно. Це проявилося у картинах «Татечко Бужу» 1900 року, «Інтер'єр» (1900—1904 роки) та ін.
Деякий час Моріс працював з талановитим художником Андре Дереном. Вони зняли майстерню на острові Шату на Сені, створивши там так звану школу Шату. Моріс знайомиться тут з Анрі Матіссом. Разом з іншими художниками (Ж. Браком, Рауль Дюфі, О. Фрієзом) вони стають основою нового напрямку у живопису під назвою «фовізм» (з франц. фовісти = дикуни).
З 1904 року у своїх картинах, які зображували пейзажі, Вламінк (як і інші фовісти) подкоряв форму кольору. Він писав їх практично без контурів, начебто звільняючи колір, відмовлявся від традиційної перспективної побудови картин. Моріс де Вламінк почитає виставляти свої роботи у галереї Берти Вейль, осінньому салоні та «салоні Незалежних». Особливу увагу глядачів прикували картини «Оливкові дерева» (1905 рік), «Ландшафт з червоними деревами» (1906). Після цього Моріс став відомим. Багато картин Вламінка було придбано маршаном Амбруазом Волларом, відомим французом-власником художньої галереї. У 1907 році Воллар організував першу персональну виставку художника з метою популяризації митця і підвищення ціни на його твори.
У цей час Моріс Вламінк знайомиться з творчістю Поля Сезанна,  під влпивом якого виробляє власний стиль. Він відрізнявся спрощеним геометризованим трактуванням зображуваних предметів із використанням яскравих контрастних кольорів. У цій манері виконані картини пейзаж «Шату» (1907), « Будинок з тентом» (1920). Водночас у художника виникає інтерес до кубізму. У Вламінка починають домінувати уривчасті сині та зелені відтінки, а площина та простір стають уніфікованими («Автопортрет», 1910). Але незабаром Вламінк відходить від кубізму.
Участь у Першій світовій війні, пережиті страждання суттєво вплинули на світосприйняття Моріса де Вламінка. Він повертається до експресивної техніки живопису, яка більш відображала його темперамент. Комерційні виставки у галереї Дрюе у 1919 році приносять йому матеріальний успіх. Тоді картин було продано на 10 тисяч франків. Вламінк купує будинок у Вальмондуа, наподолік від Парижа, але вже у 1925 році переїздить до провінції у Рюей-ла-Гадельєр. У цей період поширеними сюжетами Варлінка стають путівці, поля пшениці, окремі будинки, вулички з поодинокими перехожими. Художник дедалі більше використовує кіновар, чорні та білі кольори, застосовує асиметричні композиції, дробові мазки, неспокійні та нервові ритмічні повтори («Продаж вина», 1924), «Старе дерево», 1939). Сюжетні мотиви із зазначеним контрастом світла викликали відчуття неспокою та нестійкості. Все це надавало картинам Вламінка трагічності, відчуття близької біди, незрозумілої тривоги.
Після окупації Франції фашистською Німеччиною у 1940 році Вламінк переїздить до Нормандії, але незабаром повертається до Рюей-ла-Гадельєра. Тут він вступає до Ліги антифашистів. У 1941 році Вламінк разом з іншими французькими художниками відвідав Німеччину. Після війни Вламінк представ перед Особливим судом, який звинуватив його у колабораціонізмі. І хоча Вламінка виправдали, він вже не мав колишнього авторитету.
Але художник продовжував працювати. У 1954 році до нього повернулася увага, йому навіть доручили представляти Францію на бієнале у Венеції. У 1956 році відбулася остання прижиттєва виставка Моріса де Вламінка.